# 小行星986
小行星986（986 Amelia）是一颗绕太阳运转的小行星，为主小行星带小行星。该小行星于1922年10月19日发现。
該小行星以發現者朱賽普·科馬斯·索拉的妻子阿米莉亞（Amelia）命名。

## 轨道参数
小行星986的轨道半长轴为3.1392821 UA，离心率为0.199。